# Башта №5 Київської Фортеці
Башта №5  -  історичний  комплекс у Києві та унікальне явище для України. Пам’ятка архітектурного значення, що зберегла свій первинний вигляд та функціонує як сучасний офісний центр. .
Башта № 5 (Інтендантська) Нової Печорської фортеці (Печерський узвіз, 16. На сьогодні вул.Рибальська 22 ) споруджена у 1833-46 роках за проектом військового інженера К.Оппермана під керівництвом інженера О.Фреймана.

Загальні відомості

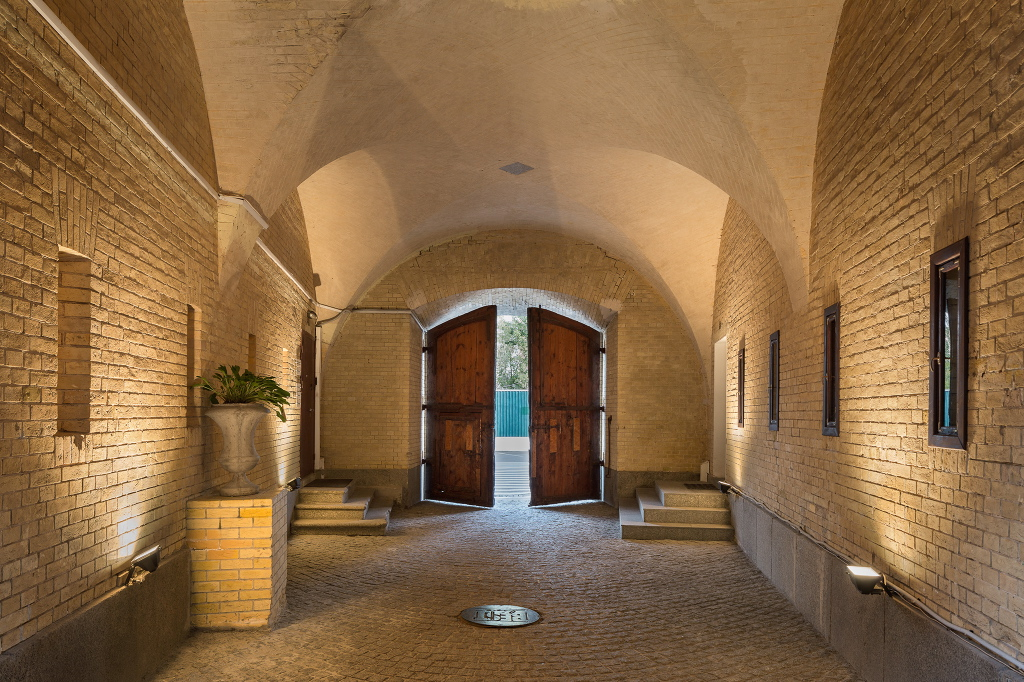

Квартал належить до історичної місцевості Києва - Печерська, що простягається по значній території правобережного плато між Липками і Звіринцем. Заселення Печерська розпочалося ще в прадавні часи. Назва місцевості - Печерська височина або Печерськ - походить від печер, шо здавна існували у дніпровських схилах. В епоху Київської Русі тут було закладено перші храми Києво - Печерської Лаври, існували заміські князівські палаци та село Берестово.

Історичні факти

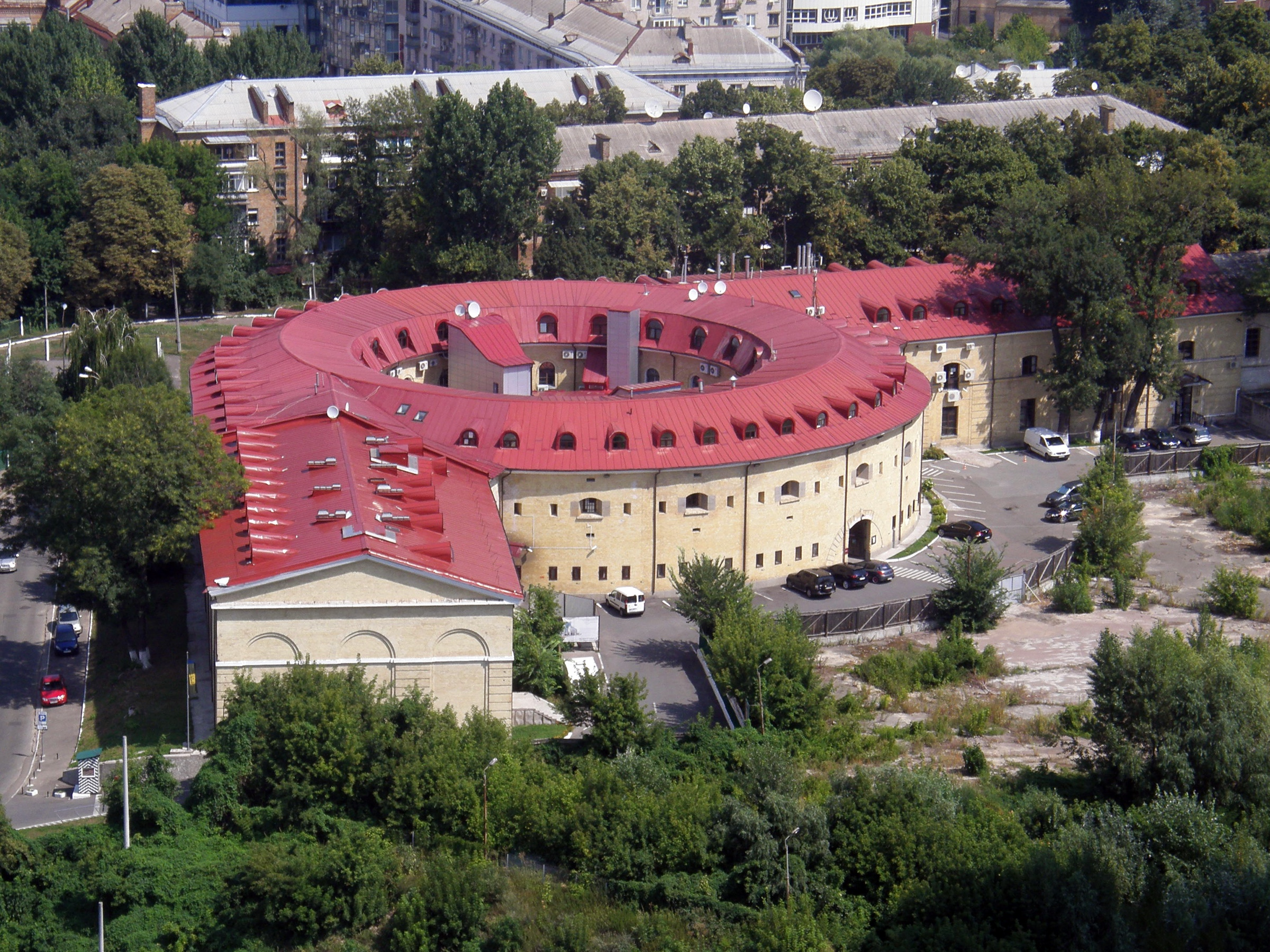

За проектом інженер-генерала графа К.Оппермана на висотах при Васильківській дорозі передбачалось зведення окремих укріплень - Васильківського та Госпітального, а також семи кам'яних оборонних башт (№№2-8), редюїта №1 та двох казарм на два батальона.
Башта №5 розташована окремо на одній з височин Печерського плато. Є крайньою західною спорудою в єдиному фронті оборонних казарм Київської фортеці на схилах Кловського яру, захищала північний схил Печерської височини (іл.7). Збудована у 1833-46 роках за проектом інженера К.Оппермана під керівництвом інженера О.Фреймана.
Первісна проектна документація на дану споруду, як і всі інші будівлі Київської фортеці, зберігається у Російському державному військово-історичному архіві (м.Москва) та частково у Центральному державному історичному архіві України (м. Київ).[1] [2] Перші архівні дослідження фортеці були проведені кандидатом історичних наук О.В.Ситкарьовою та кандидатом архітектури Т.О.Трегубовою. За матеріалами їх публікацій нижче подається характеристика башти №5 як складової Київської фортеці.
Досліджувана башта, так звана Інтендантська, призначалась для Інтендантського відомства, військових складів амуніції та провіанту. Була розрахована на застосування під час оборони 26 гармат і 168 рушниць та розміщення на 21760 чвертей (хлібна міра) провіантів у трьох казематах (за даними на 1850 р.).14 У 1860-70-х роках використовувалась для складів мануфактурних та металевих виробів. В радянські часи - для складів Міністерства оборони.
Всі оборонні башти Головної Київської фортеці (окрім північної та редюїта №1) являли собою круглі в плані монументальні споруди з внутрішнім двором-плацем та вузькими амбразурами на зовнішніх стінах. Такими є, зокрема, башти №6 та Прозорівська. На «Чертеже башням 4, 5 с показанием произведенных в прошлом 1833 году экстренных работ» позначені конструкції та глибина закладення фундаментів, яка сягала 6-7 футів (близько 2-х м). План башти №5 представлений на кресленні 1845 року, що має назву «По Києву проект башни 5 с фланковыми казематами предполагаемой для помещения ЗО т четвертей провианта». Окремі креслення Інтендантської башти зберігаються у фонді Київської інженерної команди Центрального державного історичного архіву України в Києві.
Планово-просторова композиція башти №5 представляє кругле в плані (діаметром 54 м) двоповерхове ядро, від якого під тупим кутом відходять два прямокутних також двоповерхових крила (фланги) з казематами. Складається з 32-х (з них 22 у круглій частині та по 5 у крилах) відсіків-казематів, які створюють єдину анфіладу. В кутах прилягання крил влаштовані одно маршеві сходи 
Стіни башти мають товщину до 1,8 м, перекриття плоскі дерев’ян (І поверх) та цегляні коробові склепінчасті (II поверх, проїзд у двір), дах вальмовий залізних по дерев'янимм кроквам. Особливістю башти №5 є плоскі по дерев'яним балкам перекриття приміщень І поверху, які передбачалось розбирати у випадку встановлення стелажів для великогабаритних вантажів. Кожному відсіку на І поверсі відповідають 4 рушничні бійниці (частково замуровані), на II - гарматна амбразура, фланкована двома бійницями. Для провітрювання приміщень влаштовані виведені на фасад прямокутні віддушини.
Технічний стан будівлі
На початку 2000 року споруда знаходилась у незадовільному технічному стані. Були відсутні міжповерхові перекриття, дах, відмостка, що спричинило зволоження внутрішніх та замокання зовнішніх стін. Багаторазове зволоження спровокувало враження кам’яних конструкцій грибком, дерев’яних конструкцій гниттям та грибком. Карнизи деструктуровано та вивітрено на 35-40%, значно пошкоджено клинчасті перемички вікон та дверей, замковий ряд цегляних клинчастих склепінь відсутній. Були фактично повністю відсутні також столярні заповнення вікон II поверху.
2000 року Торгово-промисловою компанією “БЕСТ ЛАЙН” були проведені комплексні ремонтно-реставраційні роботи по частковому відновленню перекриття, заміні дерев'яних сходів на монолітні залізобетонні, столярних заповнень вікон, заміні окремих цегляних деталей фасадів. Окрім того, були влаштовані: каналізація, водо- та газопостачання, проведено опалення, очищена система вентиляції. 
Комплекс Київської фортеці є пам'яткою архітектури та історії державного значення (охоронний №867) відповідно до постанови Ради Міністрів УРСР №442 від 06.09.79р.
Башта №5 (Печерський узвіз, 16) Нової Печерської фортеці перебуває на обліку та під охороною як пам'ятка архітектури державного значення (охоронний №867/23, постанова Ради Міністрів УРСР №442 від 06.09.79р.).
Розташована в зоні регулювання забудови І категорії (рішення виконкому Київської міської Ради депутатів трудящих №920 від 16.07.79.). На цій території у відповідності з діючим законодавством забороняється проведення земляних, будівельних та інших робіт, а також господарська діяльність без дозволу державних органів охорони пам‘яток. В зоні регулювання забудови 1 категорії повністю зберігається планувальна структура та забудова, що історично склалася.
Відтоді дана споруда охороняється державою, вона не може бути зруйнована або перебудована. В планувальному документі історична будівля та її приміщення зберегли свій первинний вигляд. При цьому внутрішній простір відповідає потребам та стандартам офісних приміщень преміум класу. Колишні величезні приміщення інтендантської башти розділені стильними сучасними конструкціями, які доцільно зберегли загальний інтер’єр башти№5. За необхідності конструкції можна легко демонтувати без шкоди для історичної будівлі. Дизайнерське рішення інтер’єрів дозволило зберегти дух історії, об’єднавши його з сучасними потребами до бізнес центрів. На теперішній час башта№5 перетворилась в історичний офісний центр з сучасною інфраструктурою, який не відрізняється по технічним характеристикам бізнес центрам, що були побудовані в    XXI столітті зі скла та бетону, проте має свою неповторну ауру та стиль.  
Характеристики будівлі:  

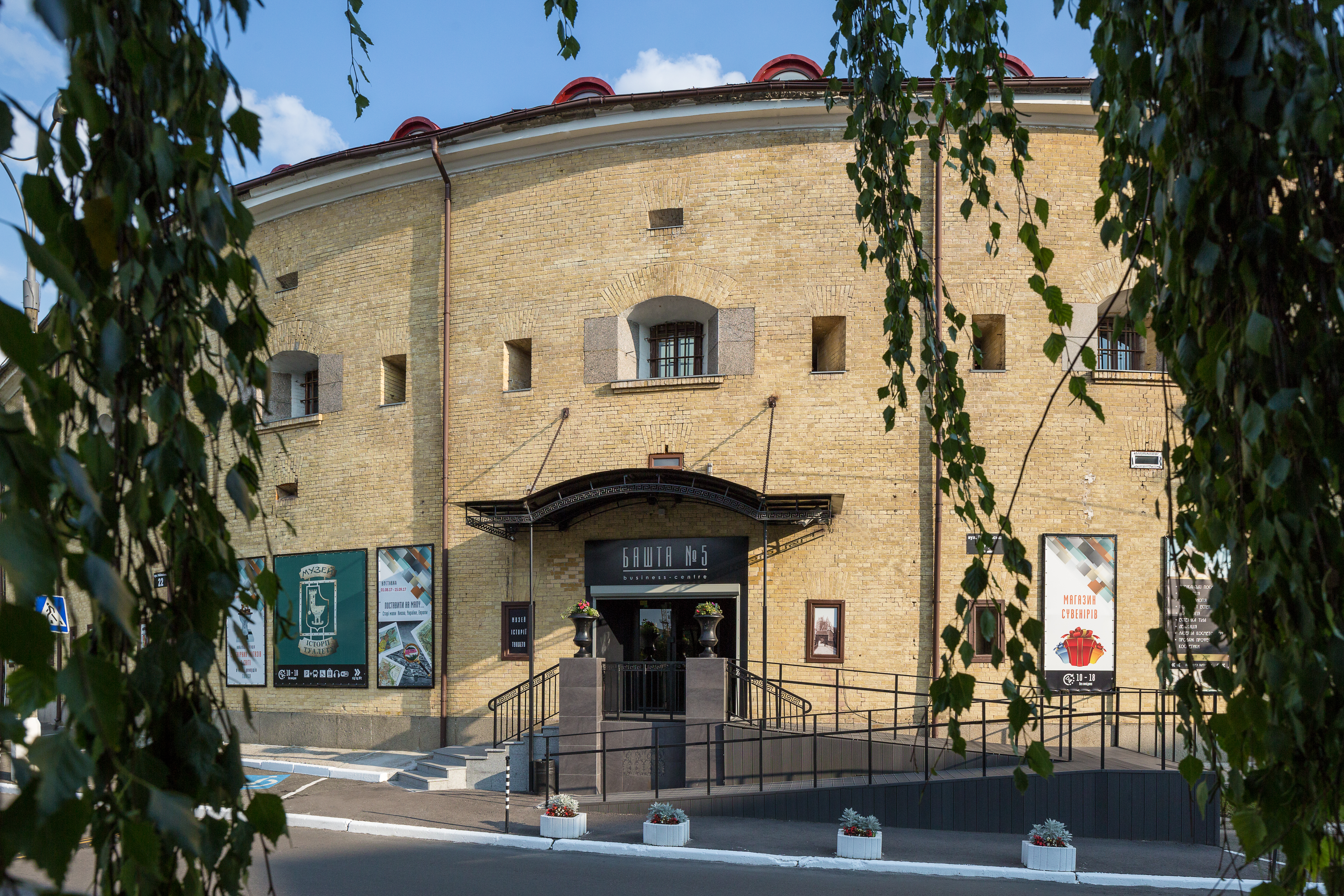

Місце розташування: бізнес центр розташований у затишному та тихому районі Печерська. Це рідкісне поєднання центра міста та спокою, що благотворно впливає на працездатність співробітників офісу
·        Загальна площа будівлі – 6000 кв.м.
·        Корисна площа будівлі – 5000 кв.м.
·        Трьох поверхова будівля, наявний ліфт OTIS. Ліфт має вихід в затишний внутрішній двір, оформлений в стилі садка. Клумби, газоне озеленення та стежки з бруківки екологічно чистого продукту.
·        Цегляні двохметрові стіни та високі стелі створюють здоровий мікроклімат: тепло взимку та прохолодно влітку 
·        В будівлі оформлені зони рекреації у вигляді затишних фойє з м’якими меблями
·        На кожному поверсі облаштовані санітарні кімнаті з сучасною сантехнікою 
·        Встановлені системи кондиціювання, опалення та вентиляції. 
·        Інтернет послуги
·        Якісні та професійні клінінгові послуги 
·        Бізнес центр забезпечений цілодобовою системою безпеки 
Додаткові послуги

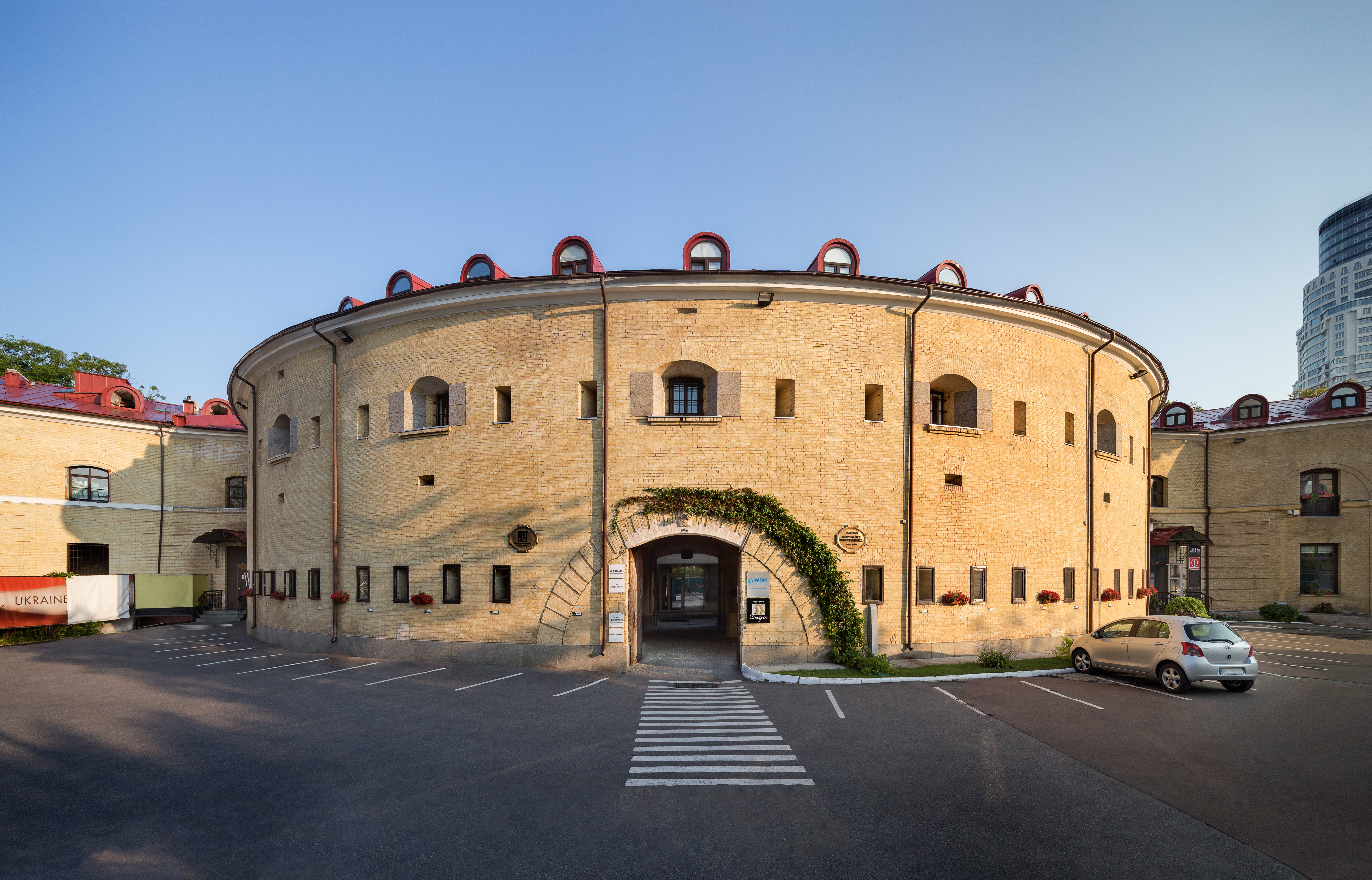

·        Пункти харчування. Кафе зі своєю кухнею, посадкових місць на 50 людей; 2 мережевих кафе (свіжа випічка на виніс)
·        Студія краси Сітерія
·        Заправка для електромобіля
·        Банкомат та термінал самообслуговування
·        Юридичні та адвокатські послуги
·        Шоу-рум брендового одягу
·        Послуги з інженерно-технічного рішення 
·        Ветаптека
·        Паркінг на внутрішній території, де в’їзд та виїзд охороняється. Система обладнана новітньою електро системою відкриття та закриття шлагбаума 
·        Зовнішній паркінг обладнаний відеоспостереженням 
·        Безкоштовна велопарковка    
Особливості
На території бізнес центра розташований відомий не тільки в країні, але й у світі, унікальний та єдиний в Україні Музей історії туалету.  Башта№5 – ексклюзивний офісний центр в Києві та унікальне явище в Україні.  Його статус не визначається ні одним із чотирьох основних класифікаторів, згідно яких визначають статус бізнес-центра, а саме: A, B, C,D, затверджених в Україні. Він відрізняється від вище вказаних категорій. Цей офісний центр можна порівняти зі системою класифікацій іспанських готелів Parador. Готелі, що розташовані в будівлях, що представляють собою культурну, історичну та художню цінність. 

## Літературні та архівні джерела
1.     Духовичний Г.С. Облікова інвентаризація пам’ятки архітектури 1833-46 рр.Башти №5 Нової Печерської фортеці по Печерському узвозу, 16 в Печерському р-ні м.Києва. Київ 2001рік
2.     М.Берлинський. Історія міста Києва. К., Репринтне видання 1991 року.
3.     И.Фундуклей. Описание Киева в отношении к древностям. К., 1847. Репринтне видання 1996 року.
4.     М.Захарченко. Киев теперь и прежде. К., 1888.
5.     К.Шероцький. Київ. Путівник, К., 1917, с.257.
6.     С.М.Богуславский. Спутник по г. Киеву. К., 1913.
7.     ДовгалюкД. На фортечних валвх. - Соціалістичний Київ, 1936, №1, с. 25-29.
8.     Ситкарьова О.В. Киевская крепость ХУІІІ-ХІХ вв.-К., 1997.
9.     Рибаков М.О. Невідомі та маловідомі сторінки історії Києва. К., 1997.
10. Ольга Ситкарьова, Тетяна Трегубова. Київська фортеця - Звід пам'яток історії та культури України Київ, кн.І, ч.І, А-Л. - К., 1999, с. 430-450.
Ю.Геннадій Осадчий, Тетяна Трегубова. Вежа №5, 1833-46. — Звід пам'яток історії та культури України. Київ, кн.І, ч.І, А-Л. - К., 1999, с. 447.
11.Олесь Силин. Богатирська застава Європи. - Київ, 199 , №      , с. 163-175.
12.    Державний архів міста Києва (ДАК), ф. 163, оп.7, спр. 1558.
13.    ДАК, ф. 163, оп. 38, спр. 333.
14.    ДАК, ф. 163, оп.7, спр. 1558.
15.    Центральний державний історичний архів України (ЦДІАУ), ф. 442, оп. 800, спр. 322.
16.    ЦДІАУ, ф. 1434, оп. 1, спр. 39.